# Henri Durville
Henri Durville (Paris 4e, 30 novembre 1888 - Paris 16e, 24 août 1963) est un occultiste français.

## Biographie
Fils d'Hector Durville, il enseigne dans son école ce qu'il a appelé « les principes de la physique dynamique » dans lequel il a montré la différence entre le magnétisme animal et l'hypnotisme. Ses études ont été extrêmement avancées, et selon François Ribadeau-Dumas, dans son livre Histoire de la magie, il affirme que les études de Henri Durville ont ouvert de nouveaux horizons, spécialement dans ses enquêtes concernant le somnambulisme et l'action sur le système nerveux central.

## Livres et publications
- Cours de Magnétisme personnel, 1920
- La Suggestion thérapeutique, 1922
- Les Francs-maçons, 1923
- Dieu et les hommes, 1928
- Le Magnétisme transcendant, 1961
- Le Pouvoir magnétique, 1960
- Les Portes du temple, 1931
- Les Vivants et les Morts, 1922
- Sorts et Enchantements, 1956
  - Le dragon, maître des secrets, Tome 5
- Thérapeutique magnétique, 1953
- Vers la sagesse, 1922
- Victoire sur le mal, voici la lumière, 1921